# Ioana Visul Copiilor
Ioana Visul Copiilor este o revistă lunară, adresată părinților, din România.
Revista este editată de trustul de presă Burda România, și a apărut în decembrie 2001, sub numele „Ioana Copilul meu”, ca număr special cu apariție bi-anuală.
În urma succesului avut, în anul 2003 s-a transformat în revistă lunară.
Datorită problemelor cu marca înregistrată „Copilul meu”, în decembrie 2006, revista și-a schimbat numele în cel actual, Ioana Visul Copiilor.